# Харченко Петро Андрійович
Петро Андрійович Харченко (нар. 25 червня 1939, Хмелів, Роменський район, Сумська область) — поет і письменник, член Національної спілки письменників України. Лауреат XIII Всеукраїнського фестивалю-конкурсу сучасної естрадної пісні «Пісенний вернісаж» за текст до пісні «Тройзілля» у виконанні вокального тріо «Либідь».
Автор слів до пісень і романсів «Якщо жито сниться…», «Над твоєю хатою…», «Коло броду», «Тополя», «Чари тройзілля», «Освіти мою ніч», «Повертається любов», «Журавлиця», «Під Ромнами за Сулою» та ін. Чимало віршів Петра Харченка покладено на музику композиторів Олександра Білаша, Олександра Яворика, Володимира Верменича, Петра Петрова-Омельчука та багатьох інших. Пісні виконували: тріо «Либідь», Костянтин Огнєвий, Алла Кудлай та ін..
Біолог за освітою та початковим фахом, кандидат біологічних наук, філософ, засновник ГО «Українська міжнародна академія оригінальних ідей».

## Біографія
Петро Андрійович Харченко народився 25 червня 1939 року в селі Хмелів (Роменський район) Роменського району, що на Сумщині в родині хліборобів. Закінчив у 1961 році зоотехнічний факультет Української академії сільськогосподарських наук. Пізніше закінчив аспірантуру та захистив дисертацію, здобувши вчений ступінь кандидата біологічних наук.
Працював зоотехніком-селекціонером, викладачем ВНЗ, головним консультантом при Адміністрації Президента України, головним консультантом депутатської фракції ВР України.
На початку 90-х років критикував великодержавний шовінізм, дарвінізм і марксизм.
Автор багатьох праць у галузі сільськогосподарської науки, біології, математики, фізики, філології та філософії, численних світоглядних монографій, поетичних і публіцистичних книг.
Як філософ, Петро Харченко відомий завдяки висунутим ним ідеям з тригнозису.
Запропоновував біоонтологічною концепцією статевих типів.
|  | В селекції відкривається перспектива народження біоонтологічного підходу, яка дає змогу вийти за межі дискретного індивіда та його сукупностей. |

## Вибрані праці

### Книги

#### Наукові
- Чергик М.І, Харченко П. А., Боднарчук Л. І. Використання бджіл на запиленні сільськогосподарських рослин. — К.: Урожай, 1972.
- Харченко П. А., Боднарчук Л. І. Використання бджіл у теплицях. — К.: Урожай, 1976.

#### Публіцистичні та філософські
- Харченко П. А. Антиномия индивида и триединства. — К.: «Агропром». — 1986. — 812с.
- Харченко П. А. Від індивіда до Боголюдини. — К.: «УАОІ». — 1993. — 134 с.[30]
- Харченко П. А. Тригнозис. — К.: «Аграрна наука». — 1998. — 400 с.[30]
- Болотенюк С. В., Харченко П. А. Тризуб — символ світогляду українців. — К.: «Фенікс». — 2008. — 184 с.
- Харченко П. А. ТриЕго. — К.: «Фенікс». — 2008. — 420 с.
- Харченко П. А. Друге Пришестя. — К.: «Фенікс». — 2012. — 264 с.
- Харченко П. А. Необ'єктивована Людина. — К.: «Фенікс». — 2013. — 248 с.
- Харченко П. А. Тригнозис — путь к мироспасению. — К.: «Фенікс». — 2015. — 148.
- Харченко П. А. Предисловие к постистории. — К.: «Фенікс». — 2015. — 396 с.
- Харченко П. А. Откровение Человека без «лукавого сечения пола». — Каменець-Подольский: «Друкарня Рута». — 2018. — 376 с.
- Харченко П. А. Дзеркало для Леоніда Кравчука (від. Політбюро КПУ до Політбюро СДПУ(о)). — К.: АУНДП, 2002. — 122 с.
- Харченко П. А., Харченко Т, П., Харченко Т. П. Переворот в мировосприятии. — К.: «Фенікс», — 2019. — 80 с.
- Шуляк І. О., Харченко П. А. Московитський націонал-соціалізм Радянської імперії. — К.:"Фенікс".- 2019. — 208 с.
- Харченко П. А. Зміна статусу Бога і смерть об'єктивованої «людини». — К.: «Фенікс». — 2019. -104 с.

Харченко П. А. Расчеловечивание индивида. - К.: "Фенікс". - 2022. - 160 с.
Харченко П. А. Вихід Людини з історії. - К.: "Фенікс". - 2023. - 72 с.

#### Художні
- Харченко П. А. Тройзілля: пісні / П. А. Харченко,. — К.: Вечірній Київ, 1999. — 188 с.
- Харченко П. А. Тришлях: світогляд, поезії, пісні / П. А. Харченко. — К.: «Фенікс», 2009. — 168 с.
- Харченко П. Триєдине.- К.: «Радянський письменник». — 1990.-101 с.

### Статті

#### Наукові
- Владимирская Е. М., Харченко П. А. Дифференциация спермиев хряка методом температурно-кислотного анабиоза и соотношение полов в потомстве// Генетика.- 1968. -№ 3. — с. 117—125.
- Харченко П. А. Органическая эволюция как развитие через раздвоение единого и взаимопереход противоположностей // Философские вопросы медицины и биологии. — К. : Здоров'я, 1969. — Вып. 3. — С. 150—168.
- Харченко П. А. Деякі питання еволюції медоносної бджоли // «Бджільництво». Респ. міжвідомчий тематичний науковий збірник, 1970, — вип. 6, — С. 45-48
- Харченко П. А., Боднарчук Л. I. Запилювачі в теплицях // Тваринництво України. — 1971. — № 8, — с. 26.
- Боднарчук Л. И., Харченко П. А. Содержание пчел в зимних теплицах // Пчеловодство. — 1972, № 6. — с. 32—34.
- Боднарчук Л. I., Харченко П. А. Розвиток різних порід бджіл і розробка способів їх утримання в умовах закритого ґрунту // «Бджільництво». Респ. міжвідомчий тематичний науковий збірник, 1973
- Харченко П. А. Проблеми тепличного бджільництва// Тваринництво України.- 1974.- № 11.-с.52-53
- Боднарчук Л. I., Харченко П. А. Карпатські бджоли в теплицях // Тваринництво України. — 1973. — № 3, — с. 53
- Боднарчук Л. И., Харченко П. А. Лётная активность пчел в условиях зимних гидропонных теплиц. // «Бджільництво». Респ. межвед. тем. научн. сборник, 1974, — вып. 10, — с. 70—72.
- Харченко П. А. Проблемы тепличного пчеловодства // Тваринництво України. — 1974. — № 11, — с. 52-53
- Боднарчук Л. И., Харченко П. А. Сигнальная деятельность пчел при добывании корма в теплицах // «Бджільництво». Респ. міжвідомчий тематичний науковий збірник, 1975. — Випуск 2. — С. 43-43
- Харченко П. А., Боднарчук Л. І.. Результати наукових досліджень по використанню бджіл у теплицях // «Бджільництво». Респ. міжвідомчий тематичний науковий збірник, 1975. — Випуск 11.
- Харченко П. А. Проблемы и задачи сексологии // Философские вопросы медицины и биологии. — К.: Здоров'я, 1975. — Вып. 7. — С. 109—115
- Плуженко И. А., Харченко П. А. Технология использования пчел на опылении огурцов в пленочных теплицах // Научные труды УСХА. — Киев, 1976. — С. 17—18.
- Харченко П. А. Проблема дивергенции полов // Философские вопросы медицины и биологии. — К.: Здоров'я, 1976. — Вып. 8. — С. 70 — 80.
- Харченко П. А. Особливості кормової бази тепличного бджільництва // «Бджільництво». Респ. міжвідомчий тематичний науковий збірник, 1976. — вип. 12. — С.44—46
- Петренко И. П., Харченко П. А. О динамике повторения генотипа предкапотомством при направленных инбридингах // Научные и практические основы выведения новых пород и типов молочного и мясного скота. — Киев: 1982. — Ч. 2. — С. 66—67.
- Петренко И. П., Харченко П. А., Петренко А. П., Габрук Г. И. Гомозиготность самцов и самок в потомстве животных при тесных инбридингах // Сельскохозяйственная биология. — 1985. — № 6. — С. 101—105.
- Близниченко В. Б., Баранчук А. Т., Харченко П. А. и др. Использование краснопестрых голштинов для улучшения продуктивных и технологических качеств красного степного скота УССР // Труды науч.-произв. конф. «Научные и практические основы выведения новых пород и типов молочного и мясного скота». — К.: Белоцерковская гортипография. — 1987. — С. 34—35.
- Петренко И. П., Харченко П. А., Петренко А. П. Модели повторения потомством генотипа общего предка при тесных инбридингах // Разведение и искусств, осеменение круп, рогатого скота. — 1988. — Вып. 20 — С. 45 — 50.
- Харченко П. А. До питання про методологічний перегляд теорії породи у скотарстві // Вісник сільськогосподарської науки. — 1988. № 4 — С. 65-70
- Харченко П. А. Біоонтологія, еволюція і селекція // Вісник сільськогосподарської науки. — 1988. № 4 — С. 80
- Харченко П. А. Біоонтологічний підхід до селекції // Вісник сільськогосподарської науки. — 1988. № 4 — С. 364.
- Харченко П. А. Прогнозування кількості яйцеклітин, що продукуються під час овуляції у свиноматки. — Винахідник України. -1999/2000. — № 2/1. — с. 59 — 61.

#### Публіцистичні
- Харченко П. А. Триєдині корені природи // Газета «Молодь України». — 1988 р. — 13 жовтня
- Харченко П. А. Не на трьох китах, а на триєдиному // Вітчизна. — 1989. — № 5 — С. 142
- Харченко П. А. Загадка «трьох китів» // Наука і культура, 1989, вип. 23. — С. 285
- Харченко П. А. Корені шовінізму // Вечірній Київ. — 1990 р. — 12 травня
- Харченко П. А. Триєдине: (З історії філос. думки) // Трибуна. — 1991. — № 3. — С. 20—24. — № 4. — С. 18–20[30]
- Харченко П. А. Скарби Остапа Пасіки // Трудова слава. — 1991. — 5 жовт.
- Харченко П. А. Помилка Дарвіна // Київ: щомісячний літературно-художній та громадсько-політичний журнал. — Київ, 1991. — Вип. 4-6. — С. 114—116
- Харченко П. А. Духовна субстанція поезії: Штрихи до портрета М. Удовиченка / П. Харченко // Вітчизна. — 1991. — № 12. — С. 184—186
- Шепа В. В., Харченко П. А. Росія: народ і держава // Голос України. — 1992. — 26 лютого[31]
- Харченко П. А. Триіпостасне тіло людини і триалог у древніх мовах // Космос Давньої України. — К., 1992. — С. 32
- Харченко П. А. Карби майстра // Русалка Дністрова. — 1993. — N1 — січ.
- Харченко П. А. Триєдина природа українського бога // газета «Вечірній Київ». — 1994. — 11 листопада
- Харченко П. А. Тринітарна парадигма — світогляд третього тисячоліття // Ідея. — К., 1994. — № 2.
- Харченко П. А. Постанова вчених в актуальних проблемах України і діаспори // Свобода. — 1997. — 8 серпня.
- Харченко П. А. Душа українського відродження // Русалка Дністрова. — 1998. — № 21 — 22 (листоп.)
- Харченко П. Нарис Тригнозисного світогляду.// Літературна Україна.2018.-№ 25-26 (19 і 26 липня).
- Харченко П. А., Косінов М. В. Триіпостасний вакуум// Винахідник України. — 2003/2006. -№ 2-1. -с. 44- 51.
- Харченко П. А. Дуже видатна людина (Життя і діяльність П. О. Флоренського)//Україна. -1989. — 36. — с. 24 -25.
- Харченко П. А. Рак — закономірне біологічне явище// Ідея. — 1993. -№ 1. — с.234-238.
- Харченко П. А. З циклу «Пізнання кольорів»// Молодь України. -1993. — 15 березня.-с.3.
- Харченко П. А. Напрями реформування науки.// Вечірній Київ. — 1996. -15 лютого. -с. 3.
- Харченко П. А. Онтологія числа // Доповіді Міжнародного конвенту тринітарних знань. — 1997/1998. — № 1/1. с. 67 — 80.
- Харченко П. А. Трилектрин //Доповіді Міжнародного конвенту тринітарних знань. — 1997/1998. — № 1 . с. 81 — 90.
- Харченко П. А. Троїста природа тілесності людини і походження граматичних категорій // Доповіді Міжнародного конвенту тринітарних знань. — 1999/2000. — № 1/1. — с. 78-79.
- Харченко П. А. Біологічний вид — продукт розвитку Триєдиного // Доповіді Міжнародного конвенту тринітарних знань. — 1999/2000. — № 1. — с. 48-77.

#### Літературні
- Харченко П. А. // Вітрила, 1972—1973: вірші, оповідання, малюнки, переклади / ред. А. С. Камінчук, І. І. Кирій. — К. : Молодь, 1973. — 216 с. — (Молоді автори України).
- Харченко П. А. Пульсують в зорях дивні ритми… // Літературна Україна, 1974, 9 квітня.
- Харченко Петро. Цикл «Пісня про жито». — Молода гвардія, 1984, 29 серпня. 3 березня.
- Харченко П. А. Десь вода вирує голосно // Поезія-89: Вип. 1 / упоряд. О. В. Лупій, В. І. Міщенко. — К. :Рад. письменник, 1989. — С. 112.
- Харченко П. А. Феномен троїстості у творчості Тараса Шевченка // Літ. Україна. — 2004. — 4 листоп. (№ 43). — С. 7.
- Харченко П. А. Моя любов: поезії // Літературна Україна. — 2009. — 2 лип. (№ 24). — С. 5.
- Харченко П. А. Подолання смерті. — Літературна Україна. № 23-24. — 2019. С.10-11, 18.

## Критика і відгуки
Український філософ, старший науковий співробітник Інституту філософії імені Григорія Сковороди НАН України Микола Надольний у своїй статті «Типологічне моделювання у соціальному пізнанні» зазначає:
|  | П. А. Харченко, прагнучи до розв'язання антиномії індивіда й триєдності через дослідження онтологічних конструктів таких напрямів в історії пошуків людського духу, як світоглядні лінії triade i trinite, доходить висновку, що їхня проблематика своїми коренями сягає існуючих форм статевої диференціації, які на онтогенетичному рівні репрезентують онтологічну триєдність світобудови. |

Український біохімік, доктор біологічних наук Федір Палфій щодо статті Петра Харченка «Не на трьох китах, а на триєдиному» у 1989 році писав:
|  | Можна сперечатися з багатьма поглядами автора, піддавати їх сумнівам, але не можна не визнати, що рукопис П. А. Харченка відзначається науковою, світоглядною і методологічною новизною. Дане дослідження внаслідок його об'єктивності (а для цього є всі підстави) треба віднести до розряду революційних для науки. На статтю П. А. Харченка «Не на трьох китах, а на триєдиному» треба звернути найсерйознішу увагу АН СРСР і опублікувати її |

Український вчений, провідний науковий співробітник Інституту регіональних досліджень НАН України Степан Вовканич, проаналізувавши різні інформаційні підходи до слова і детально торкнувшися концепції Петра Харченка, заявив, що:
|  | ...інформаційний підхід не тільки не суперечить концепції триєдності у природі, а й дає змогу глянути на цю проблему ширше — стосовно не тільки органічного, а й духовного світу, задуматися, чи є концепція триєдності природи, широкого розуміння слова новою, чи не передали нам предки інформацію про неї давно... |

Український вчений-зоотехнік, доктор сільськогосподарських наук Михайло Зубець вважає, що:
|  | ...запропонована біоонтологічна концепція статевих типів дає не лише змогу вийти за межі теоретико-множинного підходу в розумінні об'єкта селекції, але й відкриває перед останньою нові шляхи й можливості |

Також він писав:
|  | Характерною рисою наукової діяльності П.А. Харченка є пошук фундаментальних принципів цілісного світорозуміння |

Український вчений, доктор біологічних наук, академік УАОІ Віталій Поліщук, відгукуючись про концепцію триєдиного писав:
|  | Відкриття П. А. Харченка кардинально оновлює ідейний фонд науки і заслуговує, щоб бути висунутим на здобуття Нобелівської премії |

Доктор економічних наук, дійсний член Національної академії аграрних наук України Василь Шепа заявляв:
|  | Триєдине безперечно, написане оригінальною науковою особистістю, котра своїми поглядами та ідеями далеко випереджає час і оточення... Думаю, що Триєдине — це справжній науковий подвиг, що ознаменує новий етап розвитку наукової свідомості. Ця праця, безумовно, заслуговує шонайвищої міжнародної відзнаки |

Доктор сільськогосподарських наук, директор Інституту розведення і генетики тварин УААН Валерій Буркат висловив припущення:
|  | Результат досліджень П.А. Харченка потрібно впровадити в систему наявного знання. Певен, що сформульовані ним неатомістичні принципи пізнання матеріального світу складуть майбутню методологічну стратегію науки |

Український філософ, доктор філософських наук Микола Кисельов твердив, що:
|  | Концепція Триєдиного, яку протягом тривалого часу розробляє і відстоює П. А.Харченко, є самостійною, досить нетривіальною спробою створення цілісного уявлення про багатоманітний світ людини та його відображення у світоглядних побудовах... Приваблюють намагання автора дати оригінальну трактовку феномена людини, пошуки нових мотивів і форм єдності людини і природи, біологічного і соціального в природі самої людини |